# Patricia Chamorro González
Patricia Chamorro González (Salamanca, España, 10 de julio de 1986) es una exjugadora de fútbol sala. Juega de cierre y su último equipo fue FSF Móstoles de la Primera División de fútbol sala femenino de España. Se retiró en junio de 2022. Actualmente ejerce como entrenadora en el FSF Móstoles.

## Trayectoria
Debutó en División de Honor en el 20 de noviembre de 1999, cuando tan solamente contaba con 13 años, siendo la jugadora más joven en realizarlo. Ha jugado en el  Futsi Atlético Navalcarnero y FSF Móstoles.

## Selección nacional
Debutó el 1 de noviembre de 2005 en un partido contra Brasil cuando tenía 19 años, ha jugado un total de 52 partidos con la selección.

## Estadísticas

### Clubes
Actualizado al último partido jugado el 12 de junio de 2021.
| Club | Div.          | Temporada     | Liga  | Liga  | Liga       | Liga      | Copas nacionales(1) | Copas nacionales(1) | Copas nacionales(1) | Copas nacionales(1) | Torneos internacionales(2) | Torneos internacionales(2) | Torneos internacionales(2) | Torneos internacionales(2) | Total(3) | Total(3) | Total(3)   | Total(3)  |
| Club | Div.          | Temporada     | Part. | Goles | Amonestado | Expulsado | Part.               | Goles               | Amonestado          | Expulsado           | Part.                      | Goles                      | Amonestado                 | Expulsado                  | Part.    | Goles    | Amonestado | Expulsado |
| --- | ------------- | ------------- | ----- | ----- | ---------- | --------- | ------------------- | ------------------- | ------------------- | ------------------- | -------------------------- | -------------------------- | -------------------------- | -------------------------- | -------- | -------- | ---------- | --------- |
| Futsi Atlético Navalcarnero · España |               |               |       |       |            |           |                     |                     |                     |                     |                            |                            |                            |                            |          |          |            |           |
| 1.ª |               |               |       |       |            |           |                     |                     |                     |                     |                            |                            |                            |                            |          |          |            |           |
| 1999-00* | 1             | 0             | -     | -     | -          | -         | -                   | -                   | -                   | -                   | -                          | -                          | 1                          | 0                          | -        | -        |            |           |
| 2000-01* | 4             | 3             | -     | -     | 2          | 0         | -                   | -                   | -                   | -                   | -                          | -                          | 6                          | 3                          | -        | -        |            |           |
| 2001-02* | 2             | 1             | -     | -     | 1          | 0         | -                   | -                   | -                   | -                   | -                          | -                          | 3                          | 1                          | -        | -        |            |           |
| 2002-03* | 0             | -             | -     | -     | -          | -         | -                   | -                   | -                   | -                   | -                          | -                          | -                          | -                          | -        | -        |            |           |
| 2003-04* | 2             | 2             | -     | -     | -          | -         | -                   | -                   | -                   | -                   | -                          | -                          | 2                          | 2                          | -        | -        |            |           |
| 2004-05* | 23            | 13            | -     | -     | 2          | 1         | -                   | -                   | -                   | -                   | -                          | -                          | 25                         | 14                         | -        | -        |            |           |
| 2005-06 | 30            | 12            | 4     | 0     | 2          | 0         | 0                   | 0                   | -                   | -                   | -                          | -                          | 32                         | 12                         | 4        | 0        |            |           |
| 2006-07 | 30            | 18            | 4     | 0     | 3          | 2         | 0                   | 0                   | -                   | -                   | -                          | -                          | 33                         | 20                         | 4        | 0        |            |           |
| 2007-08 | 29            | 17            | 5     | 0     | 4          | 3         | 0                   | 0                   | -                   | -                   | -                          | -                          | 33                         | 20                         | 5        | 0        |            |           |
| 2008-09 | 28            | 12            | 4     | 0     | 4          | 0         | 1                   | 0                   | -                   | -                   | -                          | -                          | 32                         | 12                         | 5        | 0        |            |           |
| 2009-10 | 32            | 13            | 8     | 0     | 2          | 0         | 0                   | 0                   | -                   | -                   | -                          | -                          | 33                         | 13                         | 8        | 0        |            |           |
| Total club | Total club    | 181           | 91    | 25    | 0          | 20        | 6                   | 0                   | 0                   | -                   | -                          | -                          | -                          | 201                        | 97       | 26       | 0          |           |
| FSF Móstoles · España |               |               |       |       |            |           |                     |                     |                     |                     |                            |                            |                            |                            |          |          |            |           |
| 1.ª |               |               |       |       |            |           |                     |                     |                     |                     |                            |                            |                            |                            |          |          |            |           |
| 2010-11 | 27            | 19            | 6     | 0     | 4          | 1         | 0                   | 0                   | -                   | -                   | -                          | -                          | 31                         | 20                         | 6        | 0        |            |           |
| 2011-12 | 25            | 5             | 5     | 0     | 4          | 0         | 2                   | 0                   | -                   | -                   | -                          | -                          | 29                         | 5                          | 7        | 0        |            |           |
| 2012-13 | 25            | 17            | 4     | 0     | 1          | 0         | 0                   | 1                   | -                   | -                   | -                          | -                          | 26                         | 17                         | 4        | 1        |            |           |
| 2013-14 | 30            | 14            | 6     | 0     | -          | -         | -                   | -                   | -                   | -                   | -                          | -                          | 30                         | 14                         | 6        | 0        |            |           |
| 2014-15 | 30            | 16            | 6     | 0     | -          | -         | -                   | -                   | -                   | -                   | -                          | -                          | 30                         | 16                         | 6        | 0        |            |           |
| 2015-16 | 20            | 7             | 8     | 2     | -          | -         | -                   | -                   | -                   | -                   | -                          | -                          | 20                         | 7                          | 8        | 2        |            |           |
| 2016-17 | 30            | 14            | 8     | 0     | -          | -         | -                   | -                   | -                   | -                   | -                          | -                          | 30                         | 14                         | 8        | 0        |            |           |
| 2017-18 | 30            | 14            | 5     | 0     | -          | -         | -                   | -                   | -                   | -                   | -                          | -                          | 30                         | 14                         | 5        | 0        |            |           |
| 2018-19 | 29            | 16            | 8     | 0     | -          | -         | -                   | -                   | -                   | -                   | -                          | -                          | 29                         | 16                         | 8        | 0        |            |           |
| 2019-20 | 23            | 15            | 2     | 0     | 2          | 2         | 2                   | 0                   | -                   | -                   | -                          | -                          | 25                         | 17                         | 4        | 0        |            |           |
| 2020-21 | 24            | 9             | 4     | 0     | 2          | 2         | 0                   | 0                   | -                   | -                   | -                          | -                          | 26                         | 11                         | 4        | 0        |            |           |
| 2021-22 | 29            | 11            | 2     | 0     | 1          | 1         | 0                   | 0                   | -                   | -                   | -                          | -                          | 30                         | 12                         | 2        | 0        |            |           |
| Total club | Total club    | 322           | 157   | 64    | 2          | 14        | 6                   | 4                   | 1                   | -                   | -                          | -                          | -                          | 336                        | 163      | 68       | 3          |           |
| Total carrera | Total carrera | Total carrera | 503   | 248   | 89         | 2         | 34                  | 12                  | 5                   | 1                   | -                          | -                          | -                          | -                          | 537      | 260      | 94         | 3         |
| (1) Incluye datos de Copa de España / Supercopa de España. (2) Incluye datos de Campeonato de Europa de Clubes y Copa Intercontinental. (3) No incluye datos de partidos amistosos. |               |               |       |       |            |           |                     |                     |                     |                     |                            |                            |                            |                            |          |          |            |           |

Nota: En la temporada 1999-00 faltan por comprobar 23 jornadas

Nota: En la temporada 2000-01 faltan por comprobar 22 jornadas

Nota: En la temporada 2001-02 faltan por comprobar 24 jornadas

Nota: En la temporada 2002-03 faltan por comprobar 26 jornadas

Nota: En la temporada 2003-04 faltan por comprobar 24 jornadas

Nota: En la temporada 2004-05 faltan por comprobar 5 jornadas

## Palmarés y distinciones
- Copa de España: 5

2007, 2008, 2009, 2011 y 2012
- Supercopa de España: 2

2008 y 2010